# Campionati europei di ciclismo su strada 2020 - Gara in linea femminile Junior
La gara in linea femminile Junior dei Campionati europei di ciclismo su strada 2020, sedicesima edizione della prova, si disputò il 28 agosto 2020 su un circuito di 13,65 km da ripetere 5 volte, per un percorso totale di 68,25 km, con partenza ed arrivo a Plouay, in Francia. La vittoria fu appannaggio dell'italiana Eleonora Gasparrini, che terminò la gara in 1h54'22" alla media di 35,805 km/h, precedendo le belghe Marith Vanhove e a chiudere il podio Katrijn De Clercq.
Partenza con 67 cicliste, delle quali 55 portarono a termine la competizione.

## Squadre partecipanti
| N.    | Cod. | Squadra     |
| ----- | ---- | ----------- |
| 1-6   | NLD  | Paesi Bassi |
| 7-12  | FRA  | Francia     |
| 13-14 | LTU  | Lituania    |
| 15-20 | BEL  | Belgio      |
| 21-26 | ITA  | Italia      |
| 27-30 | SVN  | Slovenia    |
| 31-36 | DEU  | Germania    |
| 37-40 | SWI  | Svizzera    |
| 41-42 | DNK  | Danimarca   |
| 43-46 | ESP  | Spagna      |

| N.    | Cod. | Squadra     |
| ----- | ---- | ----------- |
| 47-48 | SVK  | Slovacchia  |
| 49    | CZE  | Cechia      |
| 50-55 | POL  | Polonia     |
| 56-59 | UKR  | Ucraina     |
| 60-61 | PRT  | Portogallo  |
| 62    | BLR  | Bulgaria    |
| 63    | GRE  | Grecia      |
| 64    | LUX  | Lussemburgo |
| 65    | SRB  | Serbia      |
| 66-67 | LAT  | Lettonia    |

## Ordine d'arrivo (Top 10)
| Pos. | Corridore         | Squadra     | Tempo    |
| ---- | ----------------- | ----------- | -------- |
| 1    | Eleon. Gasparrini | Italia      | 1h54'22" |
| 2    | Marith Vanhove    | Belgio      | s.t.     |
| 3    | Katrijn De Clercq | Belgio      | s.t.     |
| 4    | Maëva Squiban     | Francia     | s.t.     |
| 5    | Daniela Campos    | Portogallo  | s.t.     |
| 6    | Mijntje Geurts    | Paesi Bassi | s.t.     |
| 7    | Marie Schreiber   | Lussemburgo | s.t.     |
| 8    | Kristýna Burlová  | Cechia      | s.t.     |
| 9    | Elise Uijen       | Paesi Bassi | s.t.     |
| 10   | Julie De Wilde    | Belgio      | s.t.     |